# Rewolucyjny Komitet Wojskowy Kraju Estońskiego
Rewolucyjny Komitet Wojskowy Kraju Estońskiego – instytucja powołana przez partię bolszewicką w okresie rewolucji październikowej jako sztab i pierwszy organ wojskowo-porządkowy.
Komitet utworzono 4 listopada 1918, w jego skład wchodzili m.in.
- Iwan Rabczyński[2];
- Jaan Anvelt,
- Viktor Kingissepp.